# Menemerus silver
Menemerus silver är en spindelart som beskrevs av Wesolowska 1999. Menemerus silver ingår i släktet Menemerus och familjen hoppspindlar. Inga underarter finns listade i Catalogue of Life.